# Charmaine Liebertz
Charmaine Liebertz (* 1954 in Köln) ist eine deutsche Erziehungswissenschaftlerin.

## Leben und Wirken
Charmaine Liebertz ist ausgebildete Lehrerin für Sek. I. 10 Jahre war sie wissenschaftliche Mitarbeiterin an der Universität Köln, Fachbereich Heilpädagogik. Ferner war die promovierte Erziehungswissenschaftlerin 3 Jahre Mitarbeiterin bei der Deutschen Welle, Redaktion Bildung und Erziehung. Sie hält im In- und Ausland Teamseminare (in Kindergarten, Schule u. a. Erziehungs-/Bildungsinstitutionen) sowie Elternabende insbesondere zum Thema Die neue Kindheit – Chancen und Gefahren.
1996 gründete sie die Gesellschaft für ganzheitliches Lernen e. V. Ihre Einrichtung ist seit 2009 als zertifiziertes Fortbildungsinstitut anerkannt. Charmaine Liebertz will mit ihren Vorträgen und ihrem Institut darauf aufmerksam machen, berufend auf die neuesten wissenschaftlichen Erkenntnissen der Hirn- und Intelligenzforschung, dass der (junge) Mensch am effektivsten lernt, wenn er in seiner Ganzheit mit all seinen Anlagen sowie Bedürfnissen, seinen Interessen und Gefühlen angesprochen und gefördert wird. Das bedeutet: Lernen mit Herz, Hirn, Hand und Humor.

## Veröffentlichungen (Auswahl)
- Das Schatzbuch ganzheitlichen Lernens. Grundlagen, Methoden und Spiele für eine zukunftweisende Erziehung, München 2003
- Das Schatzbuch der Herzendbildung. Grundlagen, Methoden und Spiele zur emotionalen Intelligenz, München 2004
- Spiele zur Herzensbildung. Emotionale Intelligenz und soziales Lernen, München 2007
- Herzleuchten, München 2008
- Das Schatzbuch des Lachens. Grundlagen, Methoden und Spiele für eine Erziehung mit Herz und Humor, München 2009

## Weblink
- http://www.kindergartenpaedagogik.de/934.html